# Моттола
Моттола (итал. Mottola) — коммуна в Италии, располагается в регионе Апулия, в провинции Таранто.
Население составляет 16 348 человек (2008 г.), плотность населения составляет 78 чел./км². Занимает площадь 292 км². Почтовый индекс — 74017. Телефонный код — 099.
Покровителем населённого пункта считается святой San Tommaso Becket.

## Демография
Динамика населения:

## Администрация коммуны
- Официальный сайт: http://www.comune.mottola.ta.it/